# Protaetia ceylanica
Protaetia ceylanica är en skalbaggsart som beskrevs av Conrad L. Schoch 1894. Protaetia ceylanica ingår i släktet Protaetia och familjen Cetoniidae. Inga underarter finns listade i Catalogue of Life.